# Jean-Yves Sénant
 (juillet 2023).
Jean-Yves Sénant (né le 7 septembre 1946), est un homme politique français.

## Biographie
Aîné d’une famille de quatre enfants, il effectue ses études primaires et secondaires à Laval, puis à Beauvais, au gré des mutations de son père, fonctionnaire au ministère des Finances, qui conduisent la famille à s’installer à Antony en 1963. Il poursuit ses études supérieures à l'Institut d'études politiques de Paris et à la Faculté de droit de Panthéon-Assas, et choisit de rejoindre la SNCF en 1971. Affecté à la direction financière, il y dirige successivement le service fiscal, puis le département des filiales, avant de se voir confier la direction générale d’une filiale financière. Il met fin prématurément à sa carrière en 2003, à la suite de son élection comme maire d’Antony « pour se consacrer totalement à Antony et aux Antoniens ».
Il découvre la ville d’Antony grâce au sport. Athlète, il prend la présidence du club d’athlétisme en 1973. et rejoint en 1982 l’équipe que constitue Patrick Devedjian et qui est élue en octobre 1983. D’abord conseiller municipal (1983-1989), il est élu adjoint chargé du sport et de la jeunesse en 1989 et le reste jusqu’en 2003.
Après le décès de Raymond Sibille, il est élu maire d’Antony le 4 avril 2003. Il est réélu le 15 mars 2008 à l'issue du premier tour le 9 mars, avec une majorité de 52,09 % soit 11 696 voix ; il est réélu en 2014 et en 2020, toujours au premier tour. Jean-Yves Sénant est également vice-président de la Communauté d’agglomération des Hauts de Bièvre à partir de mai 2003. Par la suite, il est élu vice-président du conseil du territoire Vallée-Sud-Grand-Paris.
Conseiller régional d'Île-de-France en mars 2004, il décide de ne pas se représenter lors des élections régionales de 2010.
Il est marié et père de quatre enfants.

## Synthèse des mandats et fonctions
- 1983 - 1989 : conseiller municipal d'Antony
- 1989 - 2003 : maire adjoint chargé des Sports et de la Jeunesse
- 2003 - 2008 : vice-président de la Communauté d'agglomération des Hauts-de-Bièvre
- 2008 - 2015 : premier vice-président de la Communauté d'agglomération des Hauts-de-Bièvre
- 2004 - 2010 : conseiller régional d'Île-de-France
- depuis janvier 2016 : 4e vice-président de l'établissement public territorial Vallée Sud Grand Paris.
- depuis 2003 : maire d'Antony
- depuis 2021 : conseiller départemental du canton d'Antony
- depuis 2021 : rapporteur général du Budget au conseil départemental des Hauts-de-Seine; président de la commission des finances